# Boldogan éltek, míg meg nem haltak
A Boldogan éltek, míg meg nem haltak (eredeti cím: Happily Ever After) 1989-ben bemutatott amerikai rajzfilm, amelyet a Filmation Associates és a Kel Air Productions készített.
A Fülöp-szigeteken 1989. június 30-án mutatták be a mozikban, Magyarországon 1994. június 22-én adták ki VHS-en. A magyar változatot 2006-ban DVD-n is kiadták. Előfordul Hófehérke 2. – Boldogan éltek míg… magyar címen is.

## Szereplők
| Szereplő     | Eredeti hang     | Magyar hang   |
| ------------ | ---------------- | ------------- |
| Hófehérke    | Irene Cara       | Balázs Ágnes  |
| Maliss lovag | Malcolm McDowell | Orosz István  |
| Föld ősanya  | Phyllis Diller   | Makay Andrea  |
| Herceg       | Michael Horton   | Holl Nándor   |
| Varázstükör  | Dom DeLuise      | Szélyes Imre  |
| Narrátor     | Dom DeLuise      | Makay Sándor  |
| Huhogó       | Ed Asner         | Galkó Balázs  |
| Bőregér      | Frank Welker     | Fekete Zoltán |
| Sári         | Carol Channing   | Udvarias Anna |
| Hajnal       | Sally Kellerman  | Némedi Mari   |
| Virág        | Zsa Zsa Gabor    | Ősi Ildikó    |
| Viharocska   | Tracey Ullman    | Bálint Réka   |
| Holdsugár    | Tracey Ullman    | N/A           |
| Csodagida    | Linda Gary       | N/A           |
| Kristály     | Linda Gary       | N/A           |
| Napraforgó   | Jonathan Harris  | Szűcs Sándor  |
| Nagy patkány | N/A              | Szűcs Sándor  |

További magyar hangok: Ábrahám Edit, Kiss Virág, Riha Zsófi, Ullmann Zsuzsa